# Процес (фільм, 1962)
«Процес» (англ. The Trial) — кінофільм 1962 режисера Орсона Уеллса, знятий за мотивами однойменного роману Франца Кафки. У 1962 в інтерв'ю Бі-бі-сі Уеллс сказав, що «„Процес“ — найкращий фільм, який я коли-небудь робив».
Картина починається з притчі «Перед законом», взятої з книги Кафки, і розповідається самим Уеллсом. Під час розповіді на екрані з'являються мініатюри Олександра Алексєєва, виконані в техніці голчастого екрану. «Процес» був знятий в Європі і отримав високу оцінку критиків за сценографію та використання незвичайних кутів фокусування.

## Сюжет
Молодого службовця бюрократичної контори Йозефа К. (Ентоні Перкінс) рано вранці будять у своїй кімнаті двоє поліцейських і повідомляють йому, що він заарештований, проте офіцери відмовляються сказати йому в якому злочині він звинувачується і, не взявши Йозефа під варту, покидають квартиру. Після їх відходу Йозеф розмовляє з господинею квартири місіс Грубах (Мадлен Робінсон) і своєю сусідкою міс Бурштнер з приводу подій, що відбулися.
На роботі Йозефа відвідує його 15-річна кузина, але він, не бажаючи її бачити у себе на робочому місці, просить випровадити двоюрідну сестру. Вертаючись додому, Йозеф зустрічає подругу міс Бурштнер, яка, несучи її валізу, повідомляє йому, що Бурштнер переїжджає. Увечері Йозеф відвідує оперу, але під час представлення покидає театр на прохання інспектора поліції (Арнольдо Фоа), який дає йому повістку в суд. У той же вечір пан К. направляється в суд, де всі його спроби захистити себе ні до чого не приводять, через що він покидає засідання.
У конторі до Йозефа приходить дядько Макс. Начувшись про його процес, він приводить його на консультацію до свого старого знайомого адвоката Хастлера (Орсон Уеллс). На наступний день пан К. приходить в будинок, де проходило судове засідання, однак дружина судового сторожа (Ельза Мартінеллі) повідомляє йому про те, що наступне засідання не сьогодні.

## У ролях
- Ентоні Перкінс — Йозеф К.
- Жанна Моро — Маріка Бурштнер
- Ромі Шнайдер — Лені
- Ельза Мартінеллі — Хільда
- Сюзанна Флон — Міс Піттл
- Орсон Уеллс —  Альберт Хастлер, адвокат
- Акім Таміров — Блох
- Майкл Лонсдейл — Прест

## Знімальна група

### Факти
- У 1961 рік у Уеллс, що знайшов нарешті спонсорів для свого настільки довго і дбайливо виношуваного проекту, і найімовірніше під яскравим враженням від графіки до виданого роком раніше «Галлімар» «Доктору Живаго», звернувся до Олександра Алексєєва і Клера Паркера з пропозицією зробити пролог і епілог до нового фільму методом «голчастого екрану».

- В Пролозі звучить притча, написана й начитана голосом Уеллса
- Потім під час зустрічі К., — Ентоні Перкінса, і Адвоката, у виконанні Уеллса
- Нарешті, в епілозі фільму, який закінчується словами:

| Ліві лапки | ... я виконав роль Адвоката, написав сценарій і поставив цей фільм. Мене звати Орсон Уеллс | Праві лапки |

## Нагороди
- 1964 — нагорода Французького синдикату кінокритиків